# Antigua y Barbuda en los Juegos Olímpicos de Río de Janeiro 2016
Antigua y Barbuda confirmó su participación en los Juegos Olímpicos de 2016 en Río de Janeiro, Brasil, del 5 al 21 de agosto de 2016.

## Deportes

### Atletismo
Los atletas de Antigua y Barbuda clasificaron en las siguientes pruebas de atletismo:
Hombres
| Atleta                                                                              | Evento    | Eliminatoria | Eliminatoria | Cuartos de final | Cuartos de final | Semifinal | Semifinal | Final     | Final |
| Atleta                                                                              | Evento    | Resultado    | Rango        | Resultado        | Rango            | Resultado | Rango     | Resultado | Rango |
| ----------------------------------------------------------------------------------- | --------- | ------------ | ------------ | ---------------- | ---------------- | --------- | --------- | --------- | ----- |
| Daniel Bailey                                                                       | 100 m     | —            | —            |                  |                  |           |           |           |       |
| Cejhae Greene                                                                       | 100 m     | —            | —            |                  |                  |           |           |           |       |
| Miguel Francis                                                                      | 200 m     |              |              | —                | —                |           |           |           |       |
| Daniel Bailey Cejhae Greene Miguel Francis Jared Jarvis Chavaughn Walsh Tahir Walsh | 4 × 100 m |              |              | —                | —                | —         | —         |           |       |

Mujeres
| Atleta              | Evento          | Calificación | Calificación | Final     | Final    |
| Atleta              | Evento          | Distancia    | Posición     | Distancia | Posición |
| ------------------- | --------------- | ------------ | ------------ | --------- | -------- |
| Priscilla Frederick | Salto en altura |              |              |           |          |

### Natación
Antigua y Barbuda recibió una invitación de la Federación Internacional de Natación para enviar dos nadadores a los Juegos Olímpicos.
| Atleta             | Evento                       | Eliminatoria | Eliminatoria | Semifinal | Semifinal | Final  | Final |
| Atleta             | Evento                       | Tiempo       | Rango        | Tiempo    | Rango     | Tiempo | Rango |
| ------------------ | ---------------------------- | ------------ | ------------ | --------- | --------- | ------ | ----- |
| Noah Mascoll-Gomes | Estilo libre masculino 200 m |              |              |           |           |        |       |
| Samantha Roberts   | Estilo libre femenino 50 m   |              |              |           |           |        |       |